# 1088. grenadirski polk (Wehrmacht)
1088. grenadirski polk (izvirno nemško 1088. Grenadier-Regiment; kratica 1088. GR) je bil pehotni polk Heera v času druge svetovne vojne.

## Zgodovina
Polk je bil ustanovljen 7. julija 1944 kot sestavni del 546. grenadirske divizije; 19. julija istega leta je bil preimenovan v 130. grenadirski polk.